# Брилль, Александр Вильгельм фон

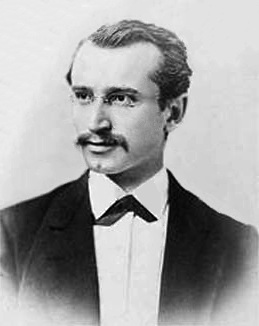
Александр фон Брилль

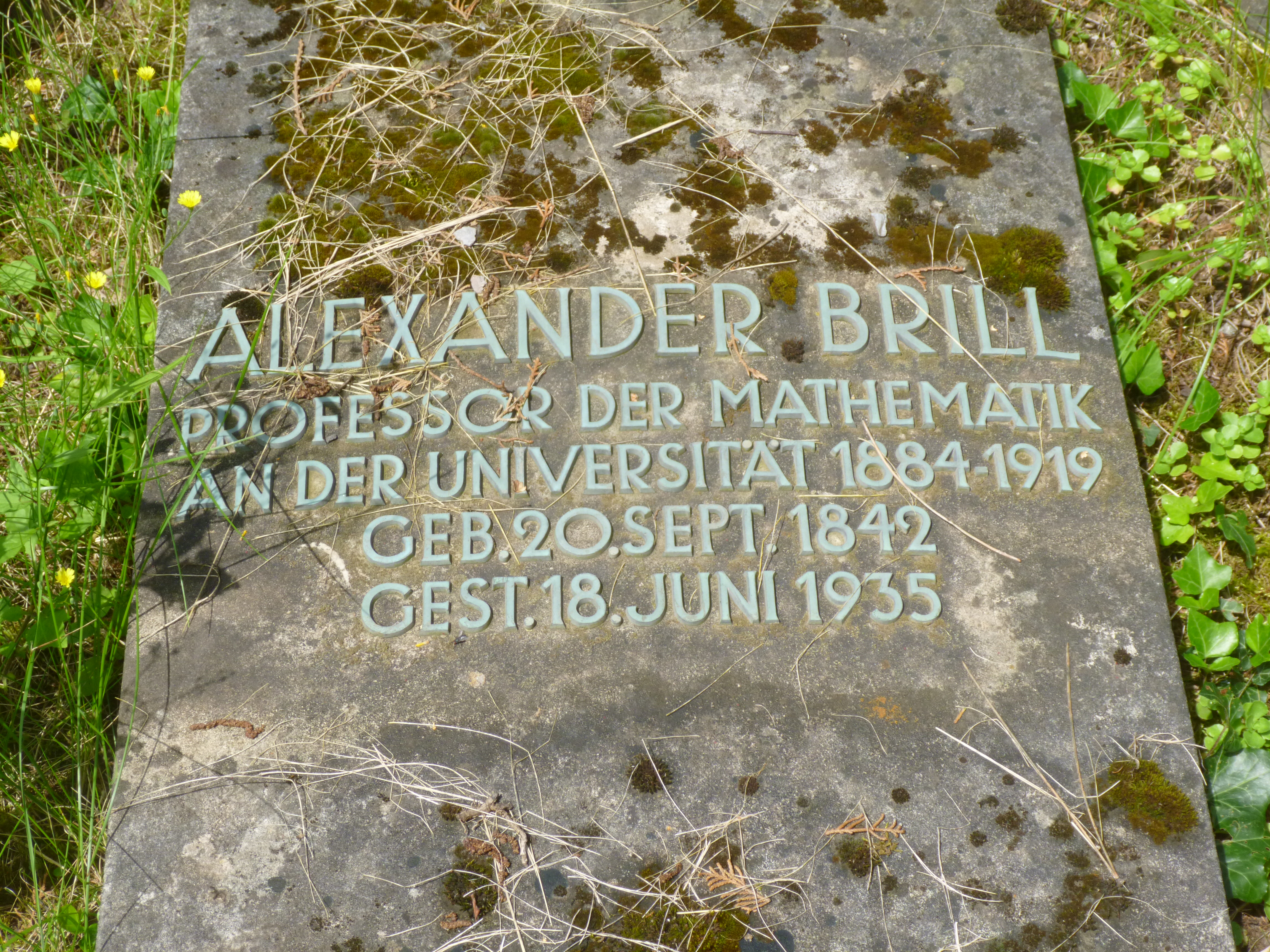
Могила на кладбище Тюбингена

Александр Вильгельм фон Брилль (20 сентября 1842, Дармштадт — 8 июня 1935, Тюбинген) — немецкий математик.

## Биография
Брилль был сыном художника Генриха Конрада Брилля (1808—1891) и Жюли Генриетты Брилль-Винер (1820—1903). После окончания лицея Луи-Георга в Дармштадте он изучал архитектуру и математику (под руководством Альфреда Клебша) с 1860 по 1863 год в технологическом институте Карлсруэ, где его дядя Кристиан Винер преподавал начертательную геометрию, а затем поступил в Гисенский университет, где он защитил диссертацию в 1864 году и хабилитировался в 1867 году, подготовившись к этому в 1865—66 годах в Берлине под руководством Карла Вейерштрасса, Эрнста Куммера и Леопольда Кронекера. В Гисене он обеспечивал себя, давая частные уроки и подрабатывая в университете. Он получил диплом приват-доцента в Гисене и в 1869 году получил должность профессора в Дармштадтском техническом университете. В 1875 году он стал профессором в Мюнхенском техническом университете, где его коллегой с 1875 по 1880 год был Феликс Клейн, который, как и он, высоко ценил геометрическую интуицию: благодаря своему архитекторскому образованию, Брилль конструировал модели поверхностей. В Мюнхене среди его студентов были Адольф Гурвиц, Вальтер фон Дик, Карл Рунге, Макс Планк, Луиджи Бианки и Грегорио Риччи-Курбастро. В 1884 году Брилль стал полным профессором в Тюбингенском университете и был даже его ректором в 1896—97 годах. В 1919 году он эмеритировался.

## Научная работа
Брилль посвятил себя алгебраической геометрии. В 1874 году они с Максом Нётером изучали алгебраические кривые над абстрактным полем и доказали теорему Римана — Роха алгебраически. В 1894 году он с Нётером написал для Альманаха немецких математиков статью об истории алгебраических кривых. Эта статья была отправной точкой для чисто алгебраического изучения проблем алгебраической геометрии: она особенно вдохновила формировавшую итальянскую школу алгебраической геометрии, группировавшуюся вокруг Энрикеса, Севери и Кастельнуово.
В других работах он исследовал алгебраические соответствия (формула Кэли — Брилля) и пространственные алгебраические кривые, но он также интересовался математической физикой, в частности, рациональной механикой Генриха Герца и принципом относительности Эйнштейна: он был (после Макса фон Лауэ, 1911) автором второго по времени издания учебника по релятивистской физике (1912). Брилль опубликовал несколько статей по истории математики, особенно по работам Иоганна Кеплера (которому он посвятил свою последнюю статью в 1930 году). Его ученики Макс Каспар (1880—1956) и Вальтер фон Дик были издателями собрания работ Кеплера в Мюнхене.

## Награды
Брилль был членом Академии деи Линчеи, Баварской академии наук, Леопольдины и Гёттингенской академии наук, он был президентом (1907) и затем почётным членом (1937) Немецкого математического общества. Брилль был награждён крестом ордена Вюртембергской короны в 1897 году.
Брилль женился на Анне Шлейермахер (1848—1952) в 1875 году, у них было три сына и одна дочь.